# Ел Амиго дел Пуебло - Народни пријатељ
Ел Амиго дел Пуебло - Народни пријатељ (шп. El Amigo del Pueblo), први јеврејски часопис штампан и објављен у Србији, 1888. године.

## О часопису
Ел Амиго дел Пуебло - Народни пријатељ је први јеврејски часопис који је штампан у Србији. Излазио је у Београду у периоду од новембра 1888. до 1. септембра 1893. године на ладино језику, штампан хебрејским словима, а имао је упоредни наслов и на српском језику, ћирилицом. Издавач је била Јеврејска општина Београд, а уредник до јула 1890. био је Јаков М. Алкалај, а од тада Самуел Елијас. Штампан је у Београду у штампаријама „Народне радничке странке“, „Косте Таушановића“ и код „Просвете“.
Формат часописа био је 14x21 cm. Излазио је једном месечно, на 24 стране и имао је информативно-културни и нацонални карактер. 
Налази се у Народној библиотеци Израела у Јерусалиму (ен. National Library of Israel). У Јеврејском историјском музеју у Београду чувају се на микрофилму три годишта Народног пријатеља: 
- година I, Београд, од броја 1 (новембар 1888) до броја 12 (август 1889);
- година VI, Београд, од броја 1 (септембар 1893) до броја 5 (новембар 1893), Софија, од броја 6 (новембар 1893) до броја 24 (август 1894);
- година VII, Софија, од броја 1 (септембар 1894) до броја 23 (август 1895).

Од краја 1893. године, 6, 7. и 8. годиште овога листа наставља излазити у Софији. Десето годиште, такође, излази у Бугарској, у граду Рушчук (Русе). За девето годиште нема података о месту његовог излажења.